# Fjaltring Kirke

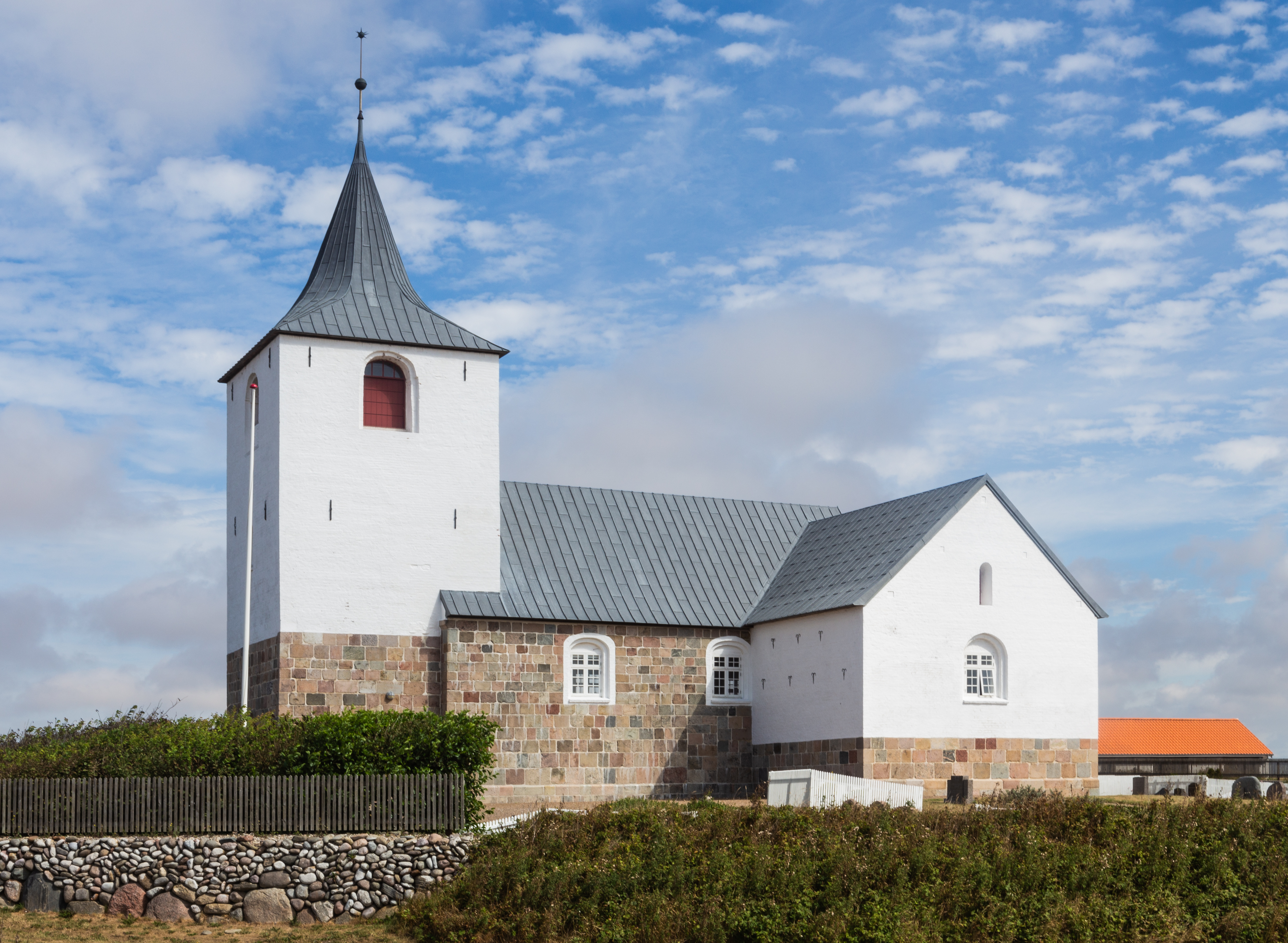
Fjaltring Kirke im Bistum Viborg, Dänische Volkskirche.

Die Fjaltring Kirke ist eine evangelisch-lutherische Dorfkirche im Westen der Lemvig Kommune in der dänischen Region Mitteljütland. Sie liegt westlich des Ortes Fjaltring und gehört zur Dänischen Volkskirche. Kirchlich ist sie dem Dybe-Ramme-Fjaltring-Trans-Vandborg-Ferring-Lomborg-Rom Pastorat in der Lemvig Provsti des Bistums Viborg zugeordnet.

## Geschichte und Architektur
Die erste schriftliche Erwähnung einer Kirche in fialterwangh stammt aus einem Verzeichnis des Bistums Ribe um 1350. Eine Kirche an diesem Ort gibt es jedoch deutlich früher. Bei Ausgrabungen im Zuge der Renovierung in den 1970er Jahren entdeckte Pfostenlöcher lassen sogar darauf schließen, dass der romanische Steinbau einen hölzernen Vorgängerbau hatte.
Kirchenschiff und Chor wurden im 12. Jahrhundert im romanischen Stil errichtet. Sie waren ursprünglich durch einen Chorbogen voneinander getrennt. Während die verputzten Innenwände aus unbehauenem Feldstein bestehen, wurden für die Außenwände Granitquader verwendet. Die ursprünglichen Portale an der Süd- und Nordseite des Kirchenschiffes sowie die kleinen Fenster sind noch als Nischen zu erkennen.
Um das Jahr 1500 wurde der Kirchenraum durch den südlich an Chor und Langhaus anschließenden Anbau erweitert, für dessen unteren Teil Quader verwendet wurden, die vom Abriss des Chorbogens und der alten Mauer an der Stelle des Neubaus stammen, während der obere Teil der Mauer aus Backstein im Klosterformat errichtet wurde. Ebenfalls in dieser Zeit erhielt die Kirche einen Turm, für dessen unteren Teil das Baumaterial der abgetragenen Westwand verwendet wurde. Das im Gegensatz zu anderen Kirchen der Region pyramidenförmige Dach des Turmes mit der Turmspitze wurde 1817 aufgesetzt. Eine 1689  unter der Südkapelle eingerichtete Grabkrypta für den Ortspastor und seine Familie ist nach Umbauten im 19. Jahrhundert nicht mehr zugänglich.
Die nach der Reformation zum Krongut gewordene Kirche wurde 1671 zusammen mit den benachbarten Kirchspielen an den Generalmajor und Festungsbaumeister Henrik Ruse übertragen und wurde anlässlich von dessen Ernennung zum Baron von Rusensteen Teil der Baronie Rysensteen. In den folgenden Jahrhunderten unterstand die Kirche dem Patronat der häufig wechselnden Besitzer von Gut Herpinggård, bis die Gemeinde 1926 selbstständig wurde. Nachdem Fjaltring bereits im 18. Jahrhundert den Pastor in Trans teilte, werden seit 2008 die vier Kirchspiele Ferring, Fjaltring, Trans und Vandborg gemeinsam als Havsogne, See-Gemeinden, verwaltet. Da die Kirche keinen eigenen Pastor mehr hat, ist das Ende des 20. Jahrhunderts anstelle des 1992 niedergebrannten reetgedeckten Pfarrhofes neuerrichtete Pastorat, das neben Kirche und Friedhof liegt, inzwischen ein Privathaus.

## Ausstattung

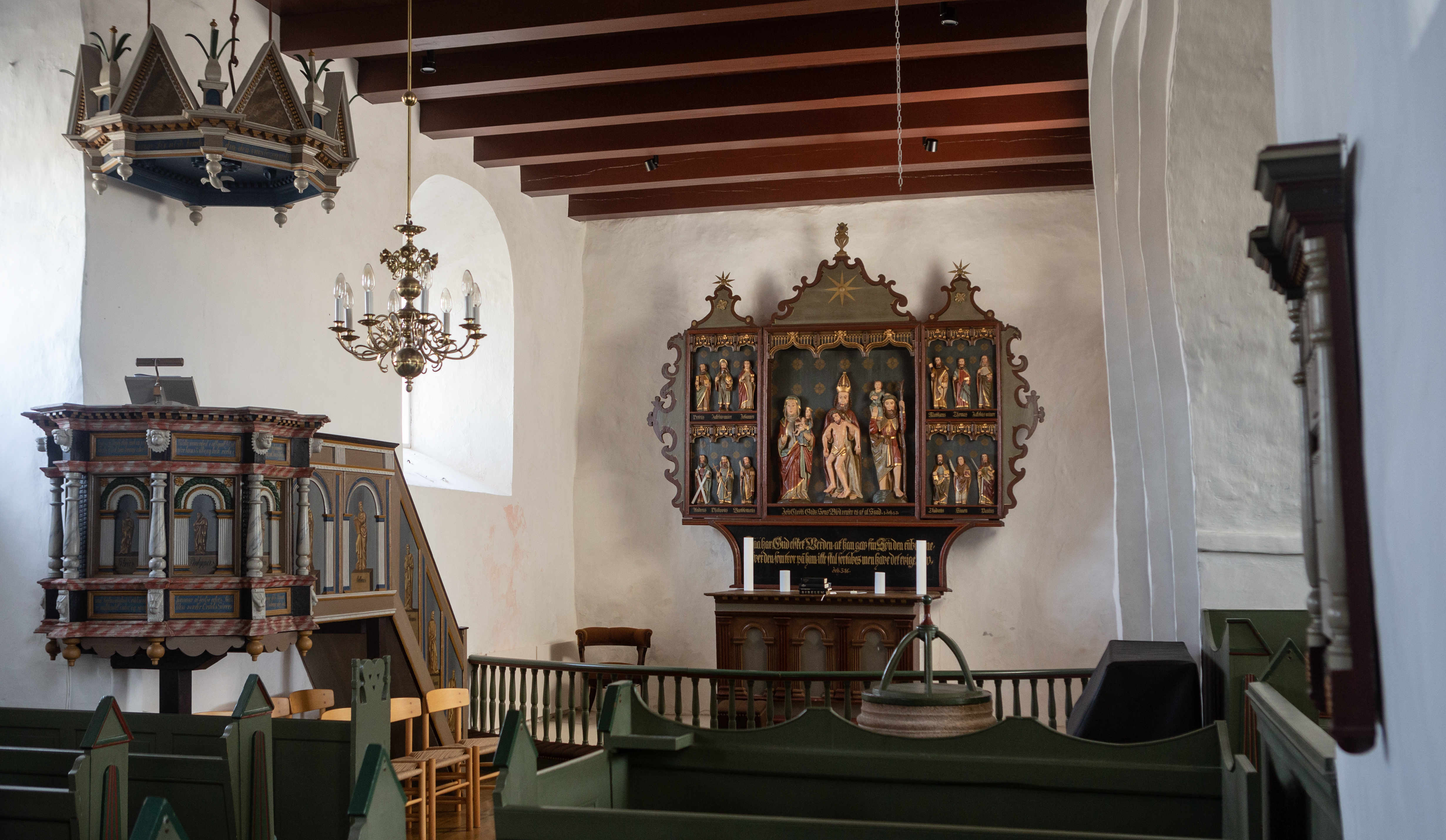
Blick zum Altar

Das älteste Ausstattungsstück ist das romanische Taufbecken aus Granit. Die Taufschale wird auf das späte 16. Jahrhundert datiert und zeigt ein Relief der Verkündigung Mariens.
Die Kanzel stammt von 1642, der dazugehörende Schalldeckel ist etwas jünger, der Aufgang wurde 1648 ergänzt. Die Architektur ist später Renaissancestil, die Bemalung von Kanzelkorb und Aufgang mit insgesamt neun monochromen Aposteln nach dem Vorbild von Thorvaldsens Apostelgruppe für die Kopenhagener Frauenkirche und Bibelsprüchen stammt von 1862.
An Christopher Rasmussen Lihme († 1730), der von 1685 bis zu seinem Tod Pastor in Fjaltring war, seine Frau Kirstine Ottesdatter Haslund († 1722) und die gemeinsamen neun Kinder sowie an seine vier Vorgänger in den 207 Jahren seit der Reformation erinnert eine Inschriftentafel. Ein Epitaph ist Lihmes Nachfolger im Amt, Christian Claudi, gewidmet.

### Altar
Der Altartisch aus der Mitte des 15. Jahrhunderts besteht aus einem Granitblock mit etwas späterer hölzerner Verkleidung im Stil der Renaissance. Etwa gleichzeitig entstand das spätgotische Retabel, ein Flügelaltar mit Schnitzfiguren in der Innenseite. In der Mitte des Schreins befindet sich ein Gnadenstuhl, flankiert von einer Darstellung der Anna Selbdritt und einer Figur des heiligen Christophorus mit dem Jesuskind. Ähnliche Bildkompositionen, ein Gnadenstuhl gerahmt von einer Maria mit Kind und einem Heiligen, finden sich bei einigen dem sogenannten Imperialissima-Meister, der im letzten Viertel des 15. Jahrhunderts tätig war, zugeschriebenen Werken. Allerdings sind die Figuren in Fjaltring deutlich grober geschnitzt und daher eher einer lokalen Werkstatt zuzurechnen. Unter diesen Figuren verweist der Satz 1 Joh 1,7  auf Jesu Sündetod. In der Seitenflügeln stehen Figuren der zwölf Apostel mit ihren Attributen, bezeichnet jeweils mit ihren Namen. In der Predella steht der Bibelspruch Joh 3,16  auf Dänisch.
Das Retabel wurde mehrfach überarbeitet. 1642 wurde es barock überformt und ist seitdem nicht mehr wandelbar. Ein vielleicht noch mittelalterlicher Salvator Mundi, der den Altar bekrönte, ist aus der Beschreibung des Ortspastors Søren Jensen Scavenius 1769 bekannt, aber nicht erhalten. Die drei Figuren im Mittelschrein wurden 1847 durch ein Gemälde ersetzt, die Kopie des segnenden Christus von Carlo Dolci, die die Malerin Eleonore Christine Harboe (1796–1860), die Schwester des damaligen Pastors, anfertigte. Dieses Bild wurde bei der Renovierung 1916/17 wieder entfernt und beim Brand des alten Pfarrhofes 1992 zerstört. Die heutige Anordnung der Figuren wurde 1916 vorgenommen. Einzelne Heiligenattribute wurden rekonstruiert bzw. ergänzt. Auch die Fassung und die Beschriftung stammen von dieser Renovierung.

### Orgel
Die Orgel der Fjaltring Kirke stammt aus dem Jahr 1980 und wurde von der dänischen Orgelbaufirma Bruno Christensen og Sønner aus Terkelsbøl in Sønderjylland gebaut. Teile des Pfeifenwerks und Elemente des Prospekts gehen auf ein Vorgängerinstrument zurück, das 1928 von A. C. Zachariasen in Aarhus errichtet wurde. Die acht Register verteilen sich auf ein Manual und Pedal. Die Disposition lautet:
| I Manual C–f3 |                |     |
| 1.            | Bordun         | 16′ |
| 2.            | Principal      | 08′ |
| 3.            | Gedackt        | 08′ |
| 4.            | Salicional     | 08′ |
| 5.            | Oktav          | 04′ |
| 6.            | Fløjte         | 04′ |
| 7.            | Rauschquint II |     |

| Pedal C–d1 |         |     |
| 8.         | Subbass | 16′ |

- Koppel: Man/P